# Коронавірусна хвороба 2019 на зимових Олімпійських та Паралімпійських іграх 2022
Спалах коронавірусної хвороби 2019 на зимових Олімпійських іграх 2022 є частиною епідемії коронавірусної хвороби 2019 в Китаї унаслідок пандемії коронавірусної хвороби 2019. Спалах коронавірусної хвороби розпочався в олімпійському селищі 23 січня 2022 року, ще до початку церемонії відкриття ігор, яка пройшла 4 лютого 2022 року. 23 січня 2022 року, вже в перший день реєстрації випадків хвороби серед спортсменів, які прибули для участі в змаганнях, організаційний комітет ігор повідомив про 72 випадки хвороби в спортсменів та членів делегацій. З 23 січня 2022 року аж до закриття Паралімпійських ігор Пекінський організаційний комітет зимових Олімпійських і Паралімпійських ігор 2022 року виявив і повідомив про 437 випадків коронавірусної хвороби. Усі випадки на зимових Олімпійських іграх 2022 року зараховуються до кількості випадків хвороби в Китаї, а не до країни проживання особи.
У період після зимових Олімпійських ігор 2022 року, включаючи зимову Паралімпіаду 2022 року, зареєстровано 26 випадків хвороби. Загалом було проведено понад 2,5 мільйона тестів на COVID-19.

## Передумови
31 липня 2015 року Пекін обране місцем проведення зимових Олімпійських ігор 2022 року, офіційно XXIV зимових Олімпійських ігор, під час 128-ї сесії МОК у малайзійському місті Куала-Лумпур. Пекін отримав перевагу над казахським містом Алмати. Ці ігри стали другими Олімпійськими іграми, які відбулися в Китаї після літніх Олімпійських ігор у Пекіні 2008 року. У результаті Пекін також став першим містом, яке прийняло як літні, так і зимові Олімпійські та Паралімпійські ігри.
1 грудня 2019 року зареєстровано перший відомий випадок коронавірусної хвороби 2019 (COVID-19), спричиненої новим вірусом SARS-CoV-2, в китайському місті Ухань. З того часу хвороба поширилася на інші частини материкового Китаю та по всьому світу, що стало початком пандемії COVID-19, та стала однією з найсмертоносніших пандемій в історії людства.

## Хронологія випадків хвороби
Перший випадок коронавірусної хвороби, пов'язаний із зимовими Олімпійськими іграми 2022 року, був зареєстрований у неділю, 23 січня 2022 року. Із загальних 437 випадків COVID-19, пов'язаних із зимовими Олімпійськими іграми 2022 року, 171 випадок, у тому числі 68 спортсменів або офіційних осіб команд, перебували в захищеному від COVID-19 міхурі безпеки. Решта з 266 випадків були виявлені під час тестування під прибуття в аеропорт, пов'язаного з іграми.
Під час літніх Олімпійських ігор у Токіо 2020 року було зареєстровано 464 випадки COVID-19, пов'язані з іграми. Незважаючи на суворі заходи щодо стримування COVID-19, включаючи міхурі безпеки, та заяви про те, що вони є найбезпечнішою спортивною подією, зимові Олімпійські ігри в Пекіні повідомили про лише на 27 випадків хвороби менше, ніж під час подібної масштабної спортивної події — літніх Олімпійських ігор у Токіо 2020 року, які мали менш суворі заходи стримування COVID-19.
| Дата     | Спортсмени | Персонал | Волонтери | Загалом |
| -------- | ---------- | -------- | --------- | ------- |
| 23 січня | 0          | 72       | 0         | 0       |
| 4 лютого | 0          | 0        | 9         | 0       |
| Всього   | 0          | 0        | 0         | 81      |

## Вплив епідемії
Пандемія COVID-19 призвела до змін у кваліфікаційному процесі з керлінгу та жіночого хокею у зв'язку зі скасуванням турнірів у 2020 році. Кваліфікація з керлінгу була заснована на розміщенні на чемпіонаті світу з керлінгу 2021 року та олімпійському кваліфікаційному змаганні, яке завершило формування списку учасників (замість очок, набраних на чемпіонатах світу з керлінгу 2020 та 2021 років). ІІХФ базувала свою кваліфікацію до жіночого турніру на основі існуючого світового рейтингу ІІХФ, без проведення жіночого чемпіонату світу 2020 року.
29 вересня 2021 року МОК опублікував протоколи біозахисту для Олімпіади; згідно з якими усі спортсмени повинні залишатися в межах біологічно-захищеного міхура на час їхньої участі в іграх, що включає щоденне тестування на COVID-19, і дозволяти їм лише пересуватися до та з місць, пов'язаних зі змаганнями. Якщо вони не пройшли повну вакцинацію, або не мають чинного медичного звільнення від щеплень, то усі спортсмени повинні будуть перебувати на карантині протягом 21 дня після прибуття. За аналогією з протоколом, прийнятим для літніх Олімпійських ігор 2020 року до того, як їх проводили без відвідувачів, МОК також повідомив, що лише жителям Китайської Народної Республіки буде дозволено відвідувати ігри в якості глядачів.
23 грудня 2021 року НХЛ та Асоціація гравців НХЛ повідомили, що вони вирішили відмовитися від участі своїх гравців у чоловічому хокейному турнірі Олімпіади, посилаючись на занепокоєння щодо поширення COVID-19, та необхідності перебувати на іграх, ймовірність відкладення яких розглядалась у зв'язку зі спалахом COVID-19. У рамках свого останнього колективного договору з асоціацією гравців НХЛ, НХЛ погодилася влаштувати перерву на Олімпіаду та участь гравців вперше з 2014 року.
17 січня 2022 року, на тлі посилення карантину в Китаї та першого виявленого випадку варіанту Омікрон в Пекіні, повідомлено, що масовий продаж квитків буде скасовано, а обмежена кількість глядачів буде допускатися лише за запрошеннями. Таким чином, це буде друга Олімпіада поспіль, закрита для загального відвідування. Перед цим організатори ігор заявляли, що вони прагнули заповнити принаймні 30 % місткості на всіх аренах змагань.
Усі присутні на іграх, включаючи спортсменів, персонал та учасників, повинні будуть використовувати мобільний додаток «My2022» як частину протоколів біозахисту, який використовується для подання митних декларацій та медичних карт для поїздки на ігри, щоденного самопочуття, а також для подачі звітності та записів щодо вакцинації та тестування проти COVID-19. Додаток також надає новини та інформацію про ігри та функції обміну повідомленнями. Виникали занепокоєння щодо безпеки програми «My2022» та того, як буде використовуватися зібрана ним інформація.
Лише 24 січня 2022 року Китай скасував місячний карантин у Сіані — місті на півночі країни з населенням приблизно 13 мільйонів осіб. Влада також наказала провести тестування на коронавірус 2 мільйонів осіб у Пекіні менш ніж за два тижні до початку ігор.
У зв'язку із суворими карантинними заходами щодо COVID-19 деякі провідні спортсмени, які вважалися претендентами на медалі, не змогли поїхати до Китаю після позитивного тесту, навіть якщо вони почувалися добре та не мали жодних симптомів, і їм довелося пропустити Олімпіаду. Серед цих спортсменів зокрема є австрійська стрибунка з трампліна Маріта Крамер, лідер рейтингу Кубка світу, і російський скелетоніст Микита Трегубов, срібний призер Олімпіади 2018 року.

## Відмова від участі в іграх
Північна Корея у січні 2022 року офіційно повідомила, що відмовляється від участі в зимових Олімпійських іграх 2022 року з низки причин, зокрема й через триваючу пандемію коронавірусної хвороби.